# Galium litorale
Il caglio litorale (Galium litorale Guss., 1827) è una pianta della famiglia delle Rubiacee, endemica della Sicilia.

## Descrizione
È una specie erbacea emicriptofita scaposa, alta da 20 a 60 cm.
 Presenta foglie oblungo-lanceolate, lunghe 10–18 mm, con margine appuntito.
 
I fiori, di colore bianco, di piccole dimensioni (3–4 mm), sono riuniti in infiorescenze laterali, rette da brevi peduncoli.
 
Il frutto, nerastro, ha un diametro di 2–3 mm.

## Distribuzione e habitat
È un endemismo puntiforme della Sicilia occidentale, presente in alcune località tra Marsala e Mazara del Vallo.
Cresce nelle cosiddette "sciare", terreni misti costituiti da terre rosse e pietrisco calcareo, a ridosso del mare, ad una altitudine compresa tra 0 e 100 m s.l.m. Tipicamente si sviluppa al riparo dei cespi di Chamaerops humilis, che le garantiscono protezione dagli erbivori.

## Conservazione
La Lista rossa IUCN classifica Galium litorale come specie prossima alla minaccia di estinzione (Near Threatened).
G. litorale è considerata "specie di interesse comunitario" ed è inserita nella appendice II della Direttiva Habitat (Direttiva 92/43/CEE).